# Lago di Cavedine
Der Lago di Cavedine (deutsch Cavedinesee) ist ein See im Valle dei Laghi im Trentino, Italien.

## Geographie
Der See liegt etwa 15 Kilometer nördlich des Gardasees auf dem Gebiet der Gemeinden Cavedine und Dro auf einer Höhe von 241 m s.l.m. Westlich erhebt sich die Brento-Casale-Gruppe, östlich die Monte-Bondone-Gruppe. Der Cavedinesee bildet die nördliche Grenze des Bergsturzes der Marocche di Dro. Das Westufer ist naturbelassen, zum Teil steil und dicht bewachsen, während am Ostufer die Provinzialstraße  SP 214 vorbeiführt und der Uferstreifen touristisch erschlossen ist.
Das Klima ist noch mediterran geprägt und wird vom nahen Gardasee beeinflusst, so dass der See auch im Winter nicht zufriert. Charakteristisch sind auch die regelmäßig auftretenden Winde am See, weshalb man die Gegend auch als Val del Vent (dialekt für Tal des Windes) bezeichnet. Der See ist daher auch bei Windsurfern bekannt.
Das mediterrane Klima beeinflusst auch die am See vorkommende Flora, auch wenn durchaus alpine Pflanzen anzutreffen sind. Neben Olivenbäumen, Steineichen und Lorbeer finden sich an seinen Ufern verschiedene Nadel- sowie Laubbaumarten, wie beispielsweise die Buche.
Am Nordufer grenzt eine intensiv landwirtschaftlich genutzte Fläche, die insbesondere durch Obst- und Weinanbau gekennzeichnet ist und sich vom Nordufer des Cavedinesees bis zum nördlich liegenden Lago di Toblino erstreckt.
Der Zu- als auch der Abfluss liegen am Nordufer des Lago di Cavedine. Der zufließende Rimone Nuovo kommt von den beiden etwa 11 Kilometer nördlich liegenden Seen Lago di Toblino und Lago di Santa Massenza. Der etwas mehr als 100 Meter westlich liegende Abfluss Rimone Vecchio ist nur etwa 2 Kilometer lang und mündet südlich von Pietramurata in den Fluss Sarca.
Das Wasser des Lago di Cavedine wird für die Stromerzeugung genutzt. Daher steht das Wasser nicht lange im See, ist deshalb relativ kalt und eignet sich nur eingeschränkt zum Baden. Das Wasser ist trüb und die mit der Secchi-Scheibe ermittelte Sichttiefe beträgt 2,85 Meter.

## Entstehung
Der See ist durch den Marocche Bergsturz entstanden, der sich vom Monte Brento in mehreren zeitlichen Intervallen von der orographisch rechten Talseite gelöst hat. Die ältesten Abbrüche lassen sich auf die Zeit um 2950 bis 2600 vor Christus, die jüngsten zwischen 400 und 200 vor Christus datieren. Es ist anzunehmen, dass der Massenza-, Tobliner und der Cavedinesee einst eine einzige durchgehende Seefläche gebildet haben, die im Laufe der Zeit verlandet ist.

## Fischfauna
Im Lago di Cavedine sind folgende Fischarten anzutreffen: Felche, Bachforelle, Flussbarsch, Hecht, Squalius squalus (eine in den oberitalienischen Seen vorkommende Art aus der Gattung der Döbel), Karpfen und Schleie.

## Stromerzeugung
Das Wasser des Lago di Cavedine wird seit Beginn des 20. Jahrhunderts für die Stromerzeugung genutzt. Dazu wird über den ausgebauten Rimone Nuovo Wasser aus den Seen Massenza, dieser wird selbst für die Stromerzeugung durch das Wasser des Molvenosees gespeist, und Toblino in den Cavedinesee geleitet, der als Sammelbecken für zwei Wasserkraftwerke dient. Am südwestlichen Ende des Sees wird das Wasser unterirdisch durch die Marocche zum Wasserkraftwerk Fies nördlich von Dro geleitet, das zwischen 1906 und 1909 errichtet wurde. Das Wasserkraftwerk Fies wurde Anfang der 1960er Jahre durch das größere Kraftwerk bei Torbole abgelöst, auch wenn in Fies nach wie vor, wenn auch eingeschränkt, Strom erzeugt wird. Für das neue Kraftwerk wird das Wasser am Ostufer des Cavedinesees entnommen und durch einen 13,7 Kilometer langen und im Durchmesser 5,90 Meter breiten Tunnel bis oberhalb von Torbole geleitet, bevor es durch eine 257 Meter lange Rohrleitung bis zum an der Sarca nördlich von Torbole errichteten Kraftwerk stürzt.

## Sonstiges
In der während des Risorgimento spielenden Novelle Senso des italienischen Schriftstellers Camillo Boito, 1954 von Luchino Visconti verfilmt, findet der Lago di Cavedine eine kurze Erwähnung.

## Bilder

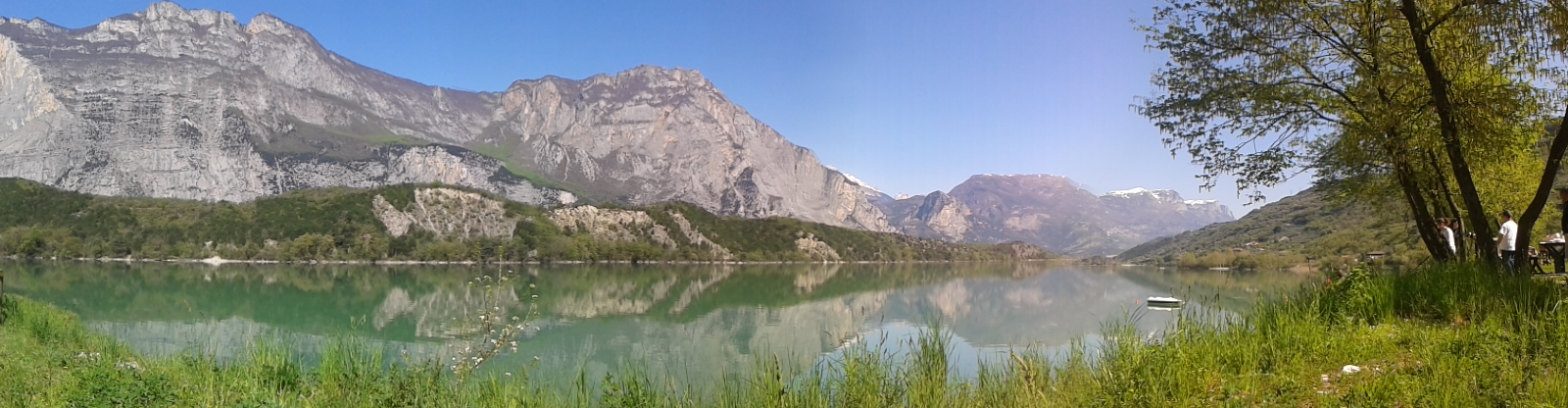
Das Westufer und Nordufer mit dem Monte Brento und Monte Casale. Im Hintergrund die schneebedeckte Paganella.
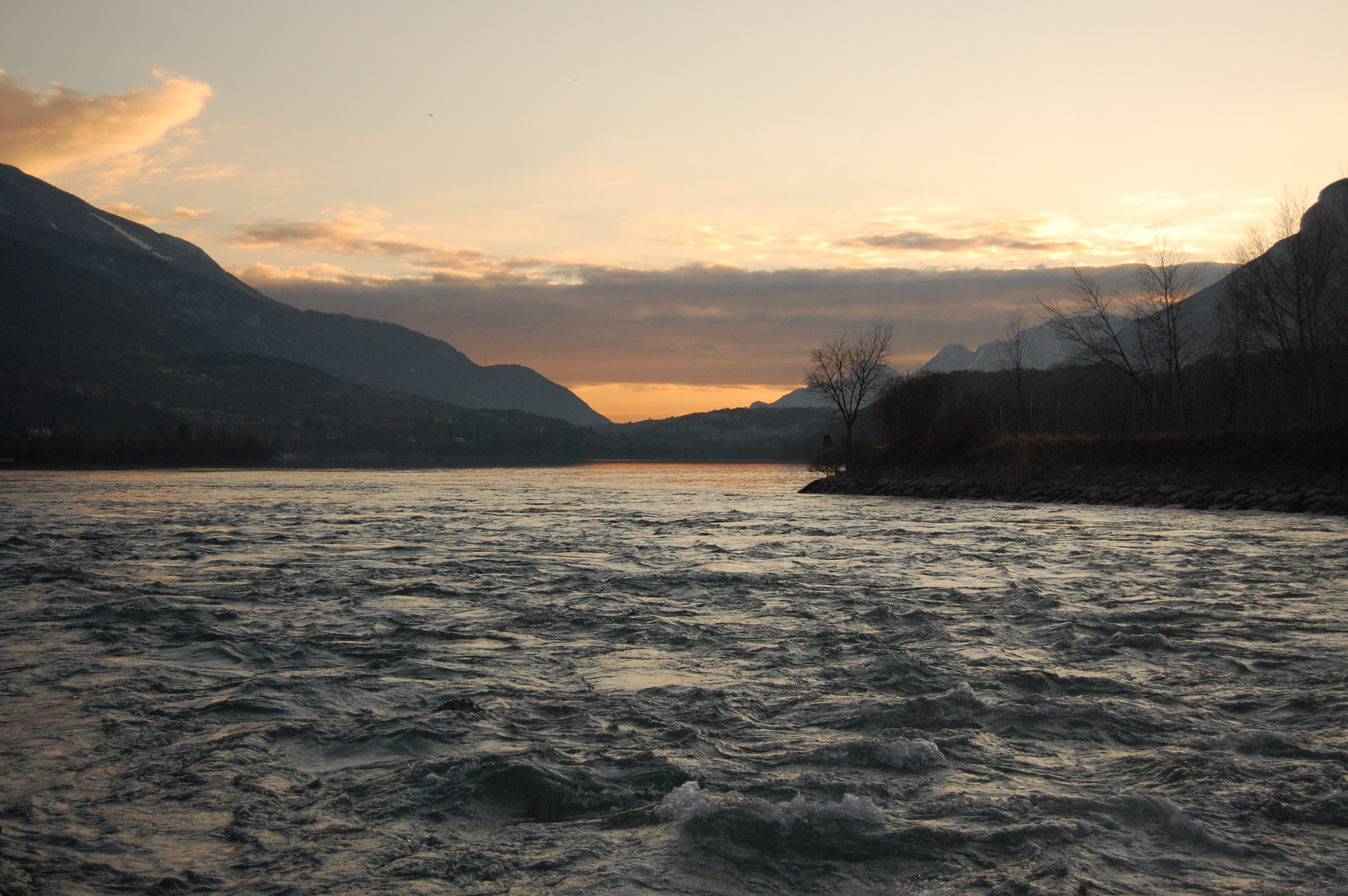
Der See vom Nordufer mit Blickrichtung Südufer
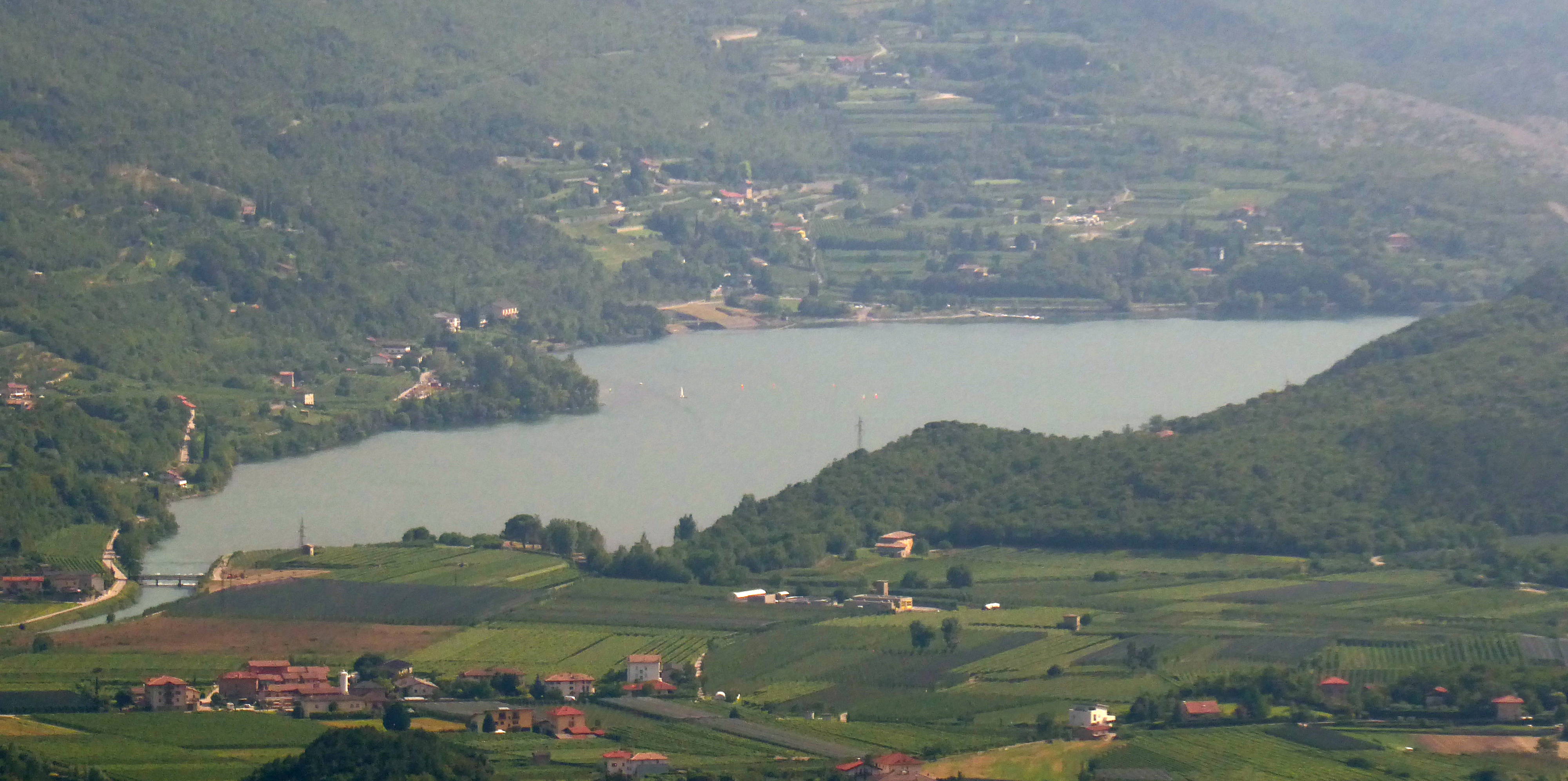
Der See mit der Mündung des Rimone